# Feliça
Feliça [fe.ˈli.sa] (auch Felisa geschrieben) ist ein weiblicher Vorname.

## Herkunft und Bedeutung
Feliça ist ein katalanischer/okzitanischer Vorname und bedeutet so viel wie „die Glückliche“ (cat. feliç).
Die männliche Version des Vornamens ist Feliç. Die kastilische Version des Namens ist Felisa.

## Varianten
- Felicita
- Felizitas
- Feli
- Felice
- Felicia, Felizia
- Felicité
- Felicity
- Zita